# Polizeiruf 110: Feuertod
Feuertod ist ein deutscher Kriminalfilm von Heinz Schirk aus dem Jahr 1997. Der Fernsehfilm erschien als 191. Folge der Filmreihe Polizeiruf 110.

## Handlung
In einer U-Bahn-Station werden zwei afrikanische Straßenmusiker von Skinheads angegriffen; einer wird auf die Gleise gestoßen und dabei schwer verletzt. Dem Marokkaner Claude Barré gelingt die Flucht. Mit den Ermittlungen werden Hauptkommissar Robert Loster und sein Kollege Lubig betraut. Loster lebt erst seit kurzer Zeit in Offenbach und war vorher in Kassel tätig. Seine Frau Nina, die gerade ihre Diplomarbeit in Psychologie schreibt und zudem den gemeinsamen Sohn versorgt, macht ihn immer wieder auf die Geldsorgen der Familie aufmerksam. Loster verdient nicht genug, sodass die Familie inzwischen 42.000 D-Mark Schulden hat. Nun wird auch noch der noch nicht abgezahlte Familienwagen gestohlen und später zerstört aufgefunden. Loster erfährt, dass seine Frau heimlich die Versicherung abgemeldet hatte, um Geld zu sparen.
Bei der Befragung von Claude Barré trifft Loster mit dem Bäckerei-Inhaber Heini Troll zusammen, der sich als Freund aus Kindertagen entpuppt. Er erfährt auch, dass es unweit der Bäckerei vor kurzer Zeit in einer deutsch-türkischen Kneipe gebrannt hat und die Täter wohl aus fremdenfeindlichen Motiven heraus gehandelt haben. Auch Heini wurde schon bedroht, da er Claude Barré zur Untermiete bei sich wohnen lässt.
Loster bittet Heini um Geld, doch steht der selbst vor dem Bankrott: Vor einem Jahr geriet die Bäckerei in die Schlagzeilen, als sie mit Salmonellen verseuchtes Eis verkaufte und ein Kind ums Leben kam. Zwar hatten sie das Eis von einem Café in der Stadt bezogen, sodass Heini keine Schuld trifft, doch wird die Bäckerei seither gemieden. So haben sich rund 800.000 Mark Schulden angesammelt. Loster schlägt Heini im Scherz vor, seine Bäckerei anzuzünden, um die Versicherungssumme in Höhe von 1,2 Millionen Mark zu kassieren. So könne er für sich und seine Frau, die ein Kind erwartet, ein neues Leben beginnen. Zudem könnte Loster selbst mit seinem Anteil seine Schulden begleichen. Auf Heinis Geburtstagsfeier kurz darauf macht Loster Heini deutlich, dass er seinen Vorschlag ernst gemeint habe. Er legt ihm seinen Plan auseinander; Losters Mitarbeiter Sasse hört das Gespräch mit. Nach einiger Bedenkzeit stimmt Heini dem Plan zu.
Heini und seine Frau Gudrun reisen für 14 Tage nach Mallorca, während Gudruns bei der Familie wohnende Mutter mit ihrem Hund zur Kur fährt. Loster will in der Abwesenheit das Haus anzünden und verklebt die Hydrantendeckel auf der Straße. Zudem setzt er einen fingierten Brandbrief auf, in dem Heini und seine Familie rassistisch beschimpft werden, sodass die Tat als Angriff von Neonazis interpretiert werden kann. Kurz vor der Tat ruft Heini bei Loster an und steigt aus dem Plan aus, da er alles nervlich nicht durchstehen würde. Loster akzeptiert dies; in der gleichen Nacht geht das Gebäude dennoch in Flammen auf. Niemand weiß, dass Gudruns Mutter vorzeitig von der Kur zurückgekehrt ist; sie verbrennt im Haus. Heini glaubt, Loster habe seinen Plan entgegen der Absprache durchgezogen. Loster kann ihn nicht vom Gegenteil überzeugen, beginnt jedoch mit den Ermittlungen.
Zunächst nehmen Lubig und Loster den Ex-Nazi Axel fest, der zwei weitere Männer verrät, die den Brandsatz auf die Kneipe geworfen haben sollen. Beide Männer waren während des Bäckereibrandes wiederum bei Sasse. Der beginnt, Loster und Heini zu erpressen und macht Gudrun klar, dass beide den Brand gelegt haben. Gudrun erleidet eine Frühgeburt. Loster kann bald darauf den wahren Täter stellen: Es handelt sich um Jakob Tiess, den Bruder des durch Salmonellen gestorbenen Mädchens. Er wollte sich an Heini rächen, dachte jedoch, dass niemand zuhause sei. Im Krankenhaus erfährt Gudrun unterdessen, dass ihr Kind gestorben ist. Sie zeigt Heini und Loster bei Lubig als Brandstifter an. Heini und Loster sind bei Loster daheim und erleichtert, dass der Täter gefasst ist. Sasse erscheint, um beiden zu drohen. Er hat eine Waffe dabei, die er beim Zweikampf mit Loster verliert. Heini hebt sie auf und erschießt versehentlich Nina, Losters Frau. Als Sasse geschockt geht, erscheint Lubig und findet Loster, Heini und die tote Nina vor.

## Produktion
Feuertod wurde unter anderem in Offenbach gedreht. Die Kostüme des Films schuf Hedi Karpenstein, die Filmbauten stammen von Jörg Domenik. Der Film erlebte am 20. Juli 1997 auf dem Ersten seine Fernsehpremiere. Die Zuschauerbeteiligung lag bei 21 Prozent.
Es war die 191. Folge der Filmreihe Polizeiruf 110 und der erste Beitrag des Hessischen Rundfunks zur Reihe. Robert Loster und Lubig ermittelten in ihrem einzigen Fall. Der Fall sei „eher eine Verlegenheitslösung“ gewesen, da die ARD einen Sonntagskrimi benötigt habe. Schon vor der Ausstrahlung war bekannt, dass kein weiterer Krimi mit Lubig und Loster gedreht werde, da bereits der erste Krimi um das eigentliche HR-Polizeiruf-Team Grosche, Reeding und Schlosser abgedreht war.

## Kritik
„Trotz namhafter Schauspieler wie Jürgen Tarrach bekommt der Zuschauer den Eindruck, in die Aufführung einer Laienspieltruppe geraten zu sein“, schrieb die TV Spielfilm und nannte Feuertod einen „wirre[n] Krimi mit reichlich verlogener Aussage“. Rainer Tittelbach konstatierte, dass der Fall „denkbar ungeeignet als Einstieg in eine Krimi-Reihe“ sei und als Notlösung auch „dem Image der Reihe nicht dienlich“ sei. Er sei „ein hermetisches Kammerspiel, ohne Milieu, dafür mit zahlreichen dramatischen Wendungen.“
Regisseur Heinz Schirk setze in Feuertod „auf die Verkettung von Zufällen und unglücklichen Umständen, was seinem Fall nicht durchweg förderlich war“, schrieb die Frankfurter Neue Presse. Schirk habe sich „eine griechische Tragödie in den Kopf gesetzt, und dafür mußte der Plot entsprechend zurechtgebogen werden“, schrieb auch die Stuttgarter Zeitung, die jedoch die darstellerischen Leistungen lobte. „Was wir sahen: ein Spektakel der Not, einen Wust konstruierter Tristesse. Dies alles sollte vielleicht zu einer Metapher des Lebens gebündelt werden, kam dafür aber viel zu schrill, weinerlich und effektheischend daher“, so die Süddeutsche Zeitung.